# Бодаки (Малопольське воєводство)
Бодаки (пол. Bodaki) — лемківське село в Польщі, у гміні Сенкова Горлицького повіту Малопольського воєводства. Населення — 158 осіб (2011).

## Географія
Селом протікає річка Сенкувка.

## Розташування
Складовими частинами села є Перегонина і Пстружне — окремі села у міжвоєнний час.
Село розташоване біля польсько-словацького кордону. Від села 11 км до адміністративного центру ґміни — міста Сенкова, 16 км до адміністративного центру повіту — міста Горлиці і 115 км до центру воєводства — міста Краків.

## Історія села
В XIX ст. в селі були майстерні, що виготовляли придорожні кам'яні хрести і надгробки.
В сусідньому селі Перегонина в міжвоєнний час була москвофільська читальня імені Качковського. В 1928 р. більшість селян після Тилявського розколу змінили конфесію на православну. В 1936 р. в селі було 35 греко-католиків і 56 православних. До 1945 року в селі було майже чисто лемківське населення: з 140 жителів села — 135 українців і 5 євреїв. Після Другої світової війни частину лемків вивезли на Львівщину і Тернопільщину, решту під час операції «Вісла» депортували на понімецькі землі. В 1956 році деякі депортовані лемки повернулись до рідного села. Знелюднену територію сусіднього села Перегонина приєднали до Бодаків, внаслідок чого наявні дві церкви.
У 1975—1998 роках село належало до Новосондецького воєводства.

## Демографія
Демографічна структура станом на 31 березня 2011 року:
|          | Загалом | Допрацездатний вік | Працездатний вік | Постпрацездатний вік |
| -------- | ------- | ------------------ | ---------------- | -------------------- |
| Чоловіки | 76      | 18                 | 55               | 3                    |
| Жінки    | 82      | 18                 | 46               | 18                   |
| Разом    | 158     | 36                 | 101              | 21                   |

## Пам'ятки
- Греко-католицька церква св. Вмч. Димитрія, дерев'яна, збудована в 1902 р., в 1947 р. перетворена на костел.
- Також поряд є дерев'яна православна церква св. Димитрія 1934 р., з 1947 р. використовувалася під стодолу, з 1957 р. повернена православній громаді та є філіальною парафії в Бортному.
- Військове кладовище № 69 часів Першої світової війни.